# Aldimir
Aldimir (bugarski Алдимир) — znan i kao Eltimir (Елтимир) — bio je bugarski plemić koji je živio u 13. i 14. stoljeću. Član dinastije Terter, Aldimir je bio mlađi brat cara Georgija Tertera I. i despot Krana. Aldimir je stekao utjecaj tijekom vladavine svog brata.
Premda su Aldimirovi roditelji nepoznati, poznato je da se Aldimir oženio princezom Marinom, koja je bila dijete cara Smilca i carice Smilcene. Aldimir je bio saveznik udovice Smilcene, carice koja je služila kao regentica uime svoga sina Ivana.
Aldimir se nije protivio svom nećaku Teodoru Svetoslavu, kojeg je ipak izdao.
Sa svojom ženom, Aldimir je imao samo jedno dijete, sina Ivana Dragušina. Marina i njen sin pobjegli su u Srbiju, gdje je živjela Marinina sestra, Teodora